# Nessia hickanala
Nessia hickanala là một loài thằn lằn trong họ Scincidae. Loài này được Deraniyagala mô tả khoa học đầu tiên năm 1940.